# Чемпионат Европы по плаванию на короткой воде 2019
24-й чемпионат Европы по плаванию на короткой воде прошёл с 4 по 8 декабря 2019 года в шотландском городе Глазго. Чемпионат состоялся в Международном плавательном центре Толлкросс.
Великобритания во второй раз принимала чемпионат Европы по плаванию на короткой воде, в первый раз он прошёл в 1998 году в городе Шеффилде.

## Страны-участники
49 стран приняли участие в чемпионате Европы. В общей сложности 539 спортсменов взяли старт на плавательных дорожках в Глазго, из которых 305 мужчин и 234 женщины.

| - Албания (4) - Андорра (4) - Австрия (19) - Азербайджан (2) - Бельгия (4) - Беларусь (10) - Босния и Герцеговина (4) - Болгария (8) - Кипр (3) - Хорватия (6) - Дания (23) - Эстония (4) - Фарерские острова (3) | - Финляндия (17) - Франция (19) - Грузия (2) - Германия (38) - Гибралтар (3) - Великобритания (18) - Греция (4) - Ирландия (19) - Исландия (8) - Израиль (12) - Италия (41) - Республика Косово (6) | - Латвия (3) - Лихтенштейн (2) - Литва (6) - Люксембург (6) - Северная Македония (2) - Мальта (5) - Молдова (5) - Норвегия (13) - Нидерланды (8) - Польша (28) - Португалия (11) - Чехия (16) | - Румыния (3) - Россия (34) - Сан-Марино (3) - Сербия (5) - Словакия (12) - Словения (10) - Испания (9) - Швеция (17) - Швейцария (8) - Турция (21) - Украина (8) - Венгрия (23) |

## Медали

### Общий зачёт
*   Принимающая страна (Великобритания)
| Место           | Страна          | Золото | Серебро | Бронза | Всего |
| --------------- | --------------- | ------ | ------- | ------ | ----- |
| 1               | Россия          | 13     | 5       | 4      | 22    |
| 2               | Италия          | 6      | 7       | 7      | 20    |
| 3               | Нидерланды      | 5      | 1       | 4      | 10    |
| 4               | Венгрия         | 4      | 4       | 3      | 11    |
| 5               | Великобритания  | 3      | 4       | 4      | 11    |
| 6               | Франция         | 2      | 5       | 2      | 9     |
| 7               | Польша          | 2      | 1       | 2      | 5     |
| 8               | Греция          | 2      | 0       | 2      | 4     |
| 9               | Литва           | 2      | 0       | 0      | 2     |
| 10              | Германия        | 1      | 5       | 2      | 8     |
| 11              | Беларусь        | 1      | 1       | 1      | 3     |
| 12              | Норвегия        | 0      | 2       | 0      | 2     |
| 13              | Турция          | 0      | 1       | 1      | 2     |
| 14              | Украина         | 0      | 1       | 0      | 1     |
| 14              | Швейцария       | 0      | 1       | 0      | 1     |
| 14              | Швеция          | 0      | 1       | 0      | 1     |
| 17              | Дания           | 0      | 0       | 5      | 5     |
| 18              | Ирландия        | 0      | 0       | 2      | 2     |
| 18              | Финляндия       | 0      | 0       | 2      | 2     |
| 20              | Румыния         | 0      | 0       | 1      | 1     |
| Всего стран: 20 | Всего стран: 20 | 41     | 39      | 42     | 122   |

### Призёры

#### Мужчины
| Дисциплина                      | Золото | Золото        | Серебро | Серебро     | Бронза | Бронза   |
| ------------------------------- | --- | ------------- | --- | ----------- | --- | -------- |
| 50 м вольным стилем             | Владимир Морозов · Россия | 20,40         | Флоран Маноду · Франция                                                                                     | 20,66       | Максим Лобановский · Венгрия | 20,76    |
| 100 вольным стилем              | Владимир Морозов · Россия | 45,53         | Алессандро Миресси · Италия                                                                                 | 45,90       | Владислав Гринёв · Россия | 46,35    |
| 200 м вольным стилем            | Данас Рапшис · Литва | 1:41,12       | Данкан Скотт · Великобритания                                                                               | 1:41,42     | Михаил Вековищев · Россия | 1:41,52  |
| 400 м вольным стилем            | Данас Рапшис · Литва | 3:33,20 NR CR | Томас Дин · Великобритания                                                                                  | 3:37,95     | Габриэле Детти · Италия | 3:38,06  |
| 1500 м вольным стилем           | Грегорио Пальтриньери · Италия | 14:17,14      | Хенрик Кристиансен · Норвегия                                                                               | 14:18,15 NR | Давид Обри · Франция | 14:25,66 |
| 50 м на спине                   | Климент Колесников · Россия | 22,75         | Кристиан Динер · Германия                                                                                   | 23,07       | Шейн Райан · Ирландия | 23,12    |
| 100 м на спине                  | Климент Колесников · Россия | 49,09         | Кристиан Динер · Германия                                                                                   | 49,94 NR    | Роберт Глинцэ · Румыния | 50,30    |
| 200 м на спине                  | Радослав Кавецкий · Польша | 1:49,26       | Кристиан Динер · Германия                                                                                   | 1:50,05     | Люк Гринбанк · Великобритания | 1:50,09  |
| 50 м брассом                    | Владимир Морозов · Россия | 25,51 ER CR   | Хусейн Эмре Сакчи · Турция                                                                                  | 25,82 NR    | Арно Камминга · Нидерланды · Фабио Скоццоли · Италия                                                                                         | 25,84 NR |
| 100 м брассом                   | Арно Камминга · Нидерланды | 56,06 NR      | Илья Шиманович · Беларусь                                                                                   | 56,42       | Фабио Скоццоли · Италия | 56,55    |
| 200 м брассом                   | Арно Камминга · Нидерланды | 2:02,36       | Эрик Перссон · Швеция                                                                                       | 2:02,80     | Марко Кох · Германия | 2:02,87  |
| 50 м баттерфляем                | Олег Костин · Россия | 22,23         | Себастьян Сабо · Венгрия                                                                                    | 22,35       | Юмитджан Гюреш · Турция | 22,38 NR |
| 100 м баттерфляем               | Мариус Куш · Германия | 49,06 NR      | Михаил Вековищев · Россия                                                                                   | 49,53       | Марцин Чеслак · Польша | 49,75    |
| 200 м баттерфляем               | Андреас Вазайос · Греция | 1:50,23 NR    | Рамон Кленц · Германия                                                                                      | 1:51,51     | Джеймс Гай · Великобритания | 1:51,73  |
| 100 м комплексным плаванием     | Климент Колесников · Россия | 51,15         | Сергей Фесиков · Россия                                                                                     | 51,59       | Андреас Вазайос · Греция | 51,62    |
| 200 м комплексным плаванием     | Андреас Вазайос · Греция | 1:50,85 ER CR | Томоэ Дзенимото-Хвас · Норвегия                                                                             | 1:51,74 NR  | Филип Хайнц · Германия | 1:52,55  |
| 400 м комплексным плаванием     | Макс Литчфилд · Великобритания | 4:01,36       | Илья Бородин · Россия                                                                                       | 4:03,65 NR  | Даниил Пасынков · Россия | 4:04,98  |
| эстафета 4×50 вольным стилем    | Россия · Климент Колесников (20,84) · Владимир Морозов (20,25) · Владислав Гринёв (21,23) · Михаил Вековищев (20,60) · Александр Попков · Сергей Фесиков · Даниил Марков | 1:22,92       | Польша · Павел Юрашек (21,19) · Марцин Чеслак (20,98) · Якуб Краска (20,78) · Карол Островский (20,79)      | 1:23,74     | Италия · Федерико Боччия (21,41) · Джованни Иццо (21,32) · Алессандро Миресси (20,64) · Марко Орси (21,13) · Леонардо Деплано · Томас Чеккон | 1:24,50  |
| комбинированная эстафета 4×50 м | Россия · Климент Колесников (22,64) · Владимир Морозов (25,23) · Олег Костин (21,61) · Владислав Гринёв (20,85) · Михаил Вековищев · Александр Попков · Сергей Фесиков   | 1:30,63       | Венгрия · Рихард Бохус (23,42) · Давид Хорват (26,64) · Себастьян Сабо (21,77) · Максим Лобановский (20,27) | 1:32,10 NR  | Беларусь · Виктор Стаселович (23,38) · Илья Шиманович (25,46) · Евгений Цуркин (22,48) · Артём Машекин (20,97)                               | 1:32,29  |

#### Женщины
| Дисциплина                      | Золото | Золото       | Серебро | Серебро         | Бронза | Бронза     |
| ------------------------------- | --- | ------------ | --- | --------------- | --- | ---------- |
| 50 м вольным стилем             | Мария Каменева · Россия | 23,56 NR     | Мелани Эник · Франция | 23,66 NR        | Пернилле Блуме · Дания | 23,73      |
| 100 м вольным стилем            | Фрея Андерсон · Великобритания | 51,49        | Бериль Гастальделло · Франция | 51,85           | Фемке Хемскерк · Нидерланды | 51,88      |
| 200 м вольным стилем            | Фрея Андерсон · Великобритания | 1:52,77      | Федерика Пеллегрини · Италия | 1:52,88         | Фемке Хемскерк · Нидерланды | 1:53,35    |
| 400 м вольным стилем            | Симона Квадарелла · Италия | 3:59,75      | Изабель Мария Гозе · Германия | 4:00,01         | Айна Кешей · Венгрия | 4:00,04    |
| 800 м вольным стилем            | Симона Квадарелла · Италия | 8:10,30      | Айна Кешей · Венгрия | 8:11,77         | Мартина Караминьоли · Италия                                                                                                   | 8:12,36    |
| 50 м на спине                   | Кира Туссен · Нидерланды | 25,84        | Бериль Гастальделло · Франция | 26,03           | Алицья Тхош · Польша | 26,16      |
| 100 м на спине                  | Кира Туссен · Нидерланды | 55,71        | Мария Каменева · Россия | 56,10 NR        | Джорджия Дэвис · Великобритания                                                                                                | 56,73      |
| 200 м на спине                  | Маргерита Пандзьери · Италия | 2:01,45 NR   | Дарьяна Зевина · Украина | 2:02,25         | Кира Туссайн · Нидерланды | 2:03,04    |
| 50 м брассом                    | Бенедетта Пилато · Италия | 29,32 WJR NR | Мартина Карраро · Италия | 29,60           | Мона Макшерри · Ирландия | 29,87      |
| 100 м брассом                   | Мартина Карраро · Италия | 1:04,51      | Арианна Кастильони · Италия | 1:05,01         | Йенна Лаукканен · Финляндия | 1:05,12    |
| 200 м брассом                   | Мария Темникова · Россия | 2:18,35      | Молли Реншоу · Великобритания | 2:19,66         | Мартина Карраро · Италия | 2:19,68    |
| 50 м баттерфляем                | Мелани Эник · Франция | 24,56 CR NR  | Бериль Гастальделло · Франция | 24,78           | Эмили Бекманн · Дания · Джанетт Оттесен · Дания                                                                                | 25,15      |
| 100 м баттерфляем               | Анастасия Шкурдай · Беларусь | 56,21        | Елена Ди Лиддо · Италия | 56,37           | Анна Дундунаки · Греция | 56,44      |
| 200 м баттерфляем               | Катинка Хоссу · Венгрия | 2:03,21      | Илария Бьянки · Италия | 2:04,20         | Жужанна Якабош · Венгрия | 2:05,00    |
| 100 м комплексным плаванием     | Катинка Хоссу · Венгрия | 57,36        | Мария Каменева · Россия | 57,59 NR        | Йенна Лаукканен · Финляндия | 58,62      |
| 200 м комплексным плаванием     | Катинка Хоссу · Венгрия | 2:04,68      | Мария Уголькова · Швейцария | 2:06,59 NR      | Шивон-Мари О’Коннор · Великобритания                                                                                           | 2:06,74    |
| 400 м комплексным плаванием     | Катинка Хоссу · Венгрия | 4:25,10      | Сюзанна Жужанна · Венгрия | 4:28,76         | Илария Кузинато · Италия | 4:29,13    |
| эстафета 4×50 м вольным стилем  | Франция · Бериль Гастальделло (23,85) · Мелани Эник (23,30) · Лена Бускен (24,40) · Анна Сантаман (23,66) · Анушка Мартен Нидерланды · Тамара ван Влит (24,19) · Кира Туссен (23,90) · Фемке Хемскерк (23,24) · Валери ван Рон (23,62) | 1:35,21      | Не присуждалась | Не присуждалась | Дания · Джулия Кепп Йенсен (24,44) · Джанетт Оттесен (23,61) · Эмили Бекманн (23,99) · Пернилле Блуме (23,20) · Эмили Гантриис | 1:35,24 NR |
| комбинированная эстафета 4×50 м | Польша · Алицья Тхош (26,29) · Доминика Штандера (29,55) · Корнелия Фидкевич (25,75) · Катаржина Васик (23,26) | 1:44,85 NR   | Италия · Сильвия Скалия (26,60) · Бенедетта Пилато (29,18) · Елена Ди Лиддо (25,02) · Сильвия Ди Пьетро (24,12) · Арианна Кастильони · Федерика Пеллегрини | 1:44,92 NR      | Россия · Мария Каменева (26,22) · Ника Годун (30,11) · Арина Суркова (24,70) · Дарья Устинова (23,93)                          | 1:44,96 NR |

#### Микст
| Дисциплина                     | Золото | Золото        | Серебро | Серебро    | Бронза | Бронза     |
| ------------------------------ | --- | ------------- | --- | ---------- | --- | ---------- |
| эстафета 4×50 м вольным стилем | Россия · Владимир Морозов (20,65) · Владислав Гринёв (20,65) · Мария Каменева (23,87) · Арина Суркова (23,17) · Михаил Вековищев · Дарья Устинова · Елизавета Клеванович | 1:28,31 ER CR | Великобритания · Данкан Скотт (21,28) · Скотт Маклей (20,79) · Анна Хопкин (23,13) · Фрея Андерсон (23,44) · Джеймс Гай | 1:28,64 NR | Франция · Максим Груссе (21,35) · Флоран Маноду (20,09) · Мелани Хеники (23,36) · Бериль Гастальделло (24,06) · Клемент Минон · Анна Сантаманс | 1:28,86 NR |
| комплексная эстафета 4×50 м    | Россия · Владимир Морозов (25,40) · Климент Колесников (22,67) · Мария Каменева (23,21) · Арина Суркова (24,94) · Сергей Фесиков · Олег Костин · Дарья Устинова          | 1:36,22 WR    | Нидерланды · Кира Туссайн (25,87) · Арно Камминга (25,53) · Йоэри Верлинден (22,48) · Фемке Хемскерк (23,24)            | 1:37,12    | Дания · Матиас Рысгаард (23,98) · Тобиас Бьерг (25,51) · Джанетт Оттесен (25,04) · Пернилле Блуме (23,49)                                      | 1:38,02 NR |